# 下菅谷站
下菅谷站（日语：／ Shimo-Sugaya eki */?）是位於茨城縣那珂市菅谷4106號，東日本旅客鐵道（JR東日本）的水郡線車站。

## 歷史
- 1897年（明治30年）11月16日：太田鐵道車站啟用。
- 1901年（明治34年）10月21日：太田鐵道轉讓至水戶鐵道（第二代）。
- 1927年（昭和2年）12月1日：水戶鐵道被國有化（日语：鉄道敷設法）。成為國有鐵道車站。
- 1962年（昭和37年）11月20日：結束貨物起卸業務。
- 1983年（昭和58年）6月1日：水郡線CTC化，此站成為無人車站。此站繼續設有列車交會設備。此站繼續設有簡易委託業務，委托地方公共團體負責發售車票。
- 1987年（昭和62年）4月1日：伴隨國鐵分割民營化，車站由東日本旅客鐵道（JR東日本）營運。
- 2010年（平成22年）
  - 4月1日：終止簡易委託。
  - 8月11日：設置簡易型自動售票機。

## 車站構造
此站是地面車站，設有2面2線的相對式月台。兩月台之間設有站內跨線橋連接。在水戶方向月台上設有木造候車室。
此站是由上菅谷站管理的無人車站。此站設有簡易型自動售票機。

### 月台
| 月台         | 路線    | 上下行 | 方向                         |
| ------------ | ------- | ------ | ---------------------------- |
| 車站大樓一方 | ■水郡線 | 下行   | 常陸大子、郡山、常陸太田方向 |
| 車站大樓對面 | ■水郡線 | 上行   | 水戶方向                     |

參考
在旅客資訊上沒有編排月台編號。

## 使用狀況
根據「JR東日本」，以下為2001年度（平成13年度）- 2008年度（平成20年度）的1日平均乘車人次變化：
| 乘車人次變化       | 乘車人次變化     | 乘車人次變化   |
| 年度               | 1日平均 乘車人次 | 參考資料       |
| ------------------ | ---------------- | -------------- |
| 2001年（平成13年） | 265              | [ 利用客数 1 ] |
| 2002年（平成14年） | 230              | [ 利用客数 2 ] |
| 2003年（平成15年） | 207              | [ 利用客数 3 ] |
| 2004年（平成16年） | 199              | [ 利用客数 4 ] |
| 2005年（平成17年） | 194              | [ 利用客数 5 ] |
| 2006年（平成18年） | 189              | [ 利用客数 6 ] |
| 2007年（平成19年） | 178              | [ 利用客数 7 ] |
| 2008年（平成20年） | 172              | [ 利用客数 8 ] |

## 車站周邊
車站附近設有住宅區。
- 鹿島神社（日语：鹿島神社）
- 那珂市立第一中學
- 國道349號（日语：国道349号）

## 圖庫

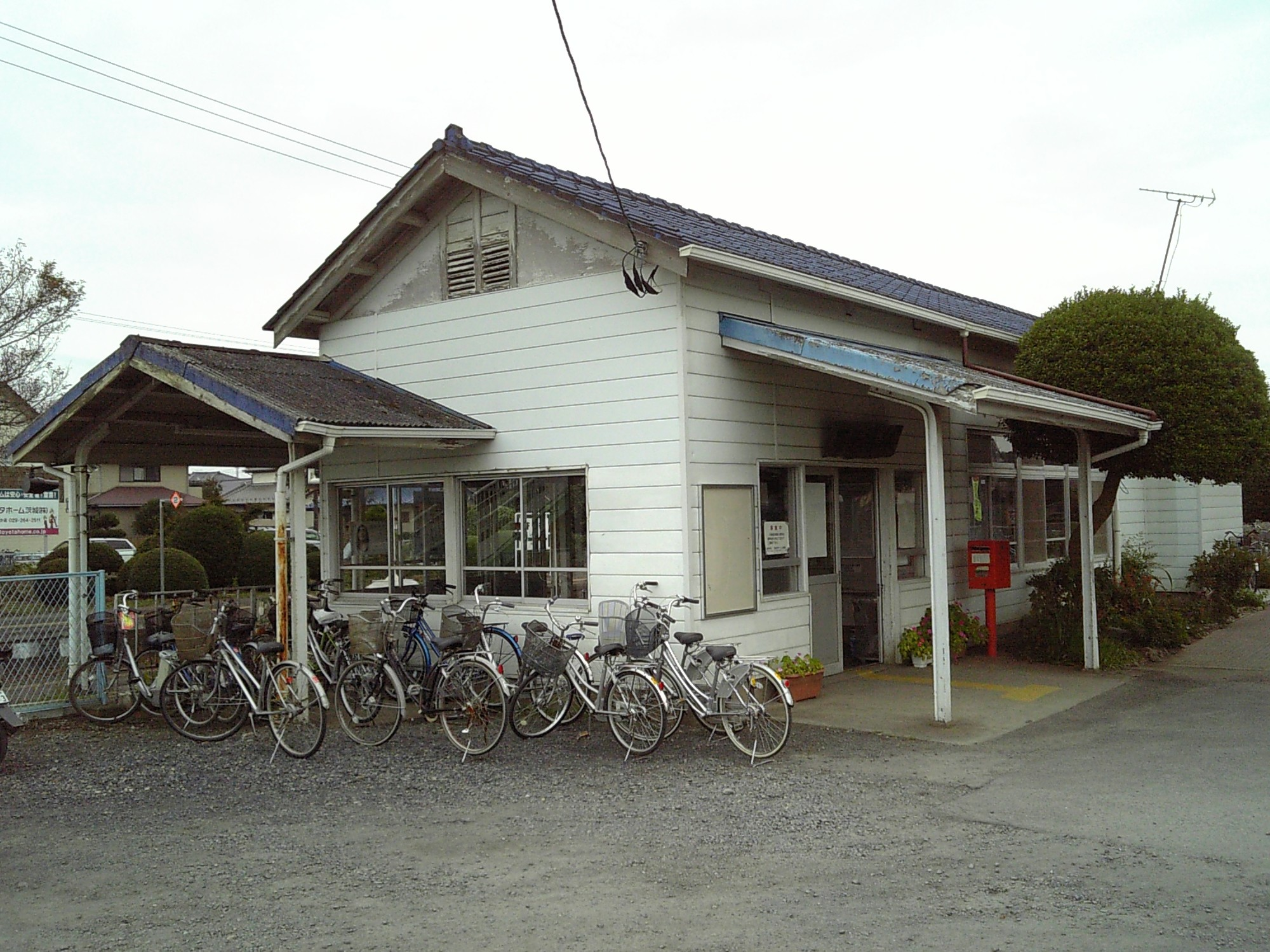
車站大樓（2008年10月19日）
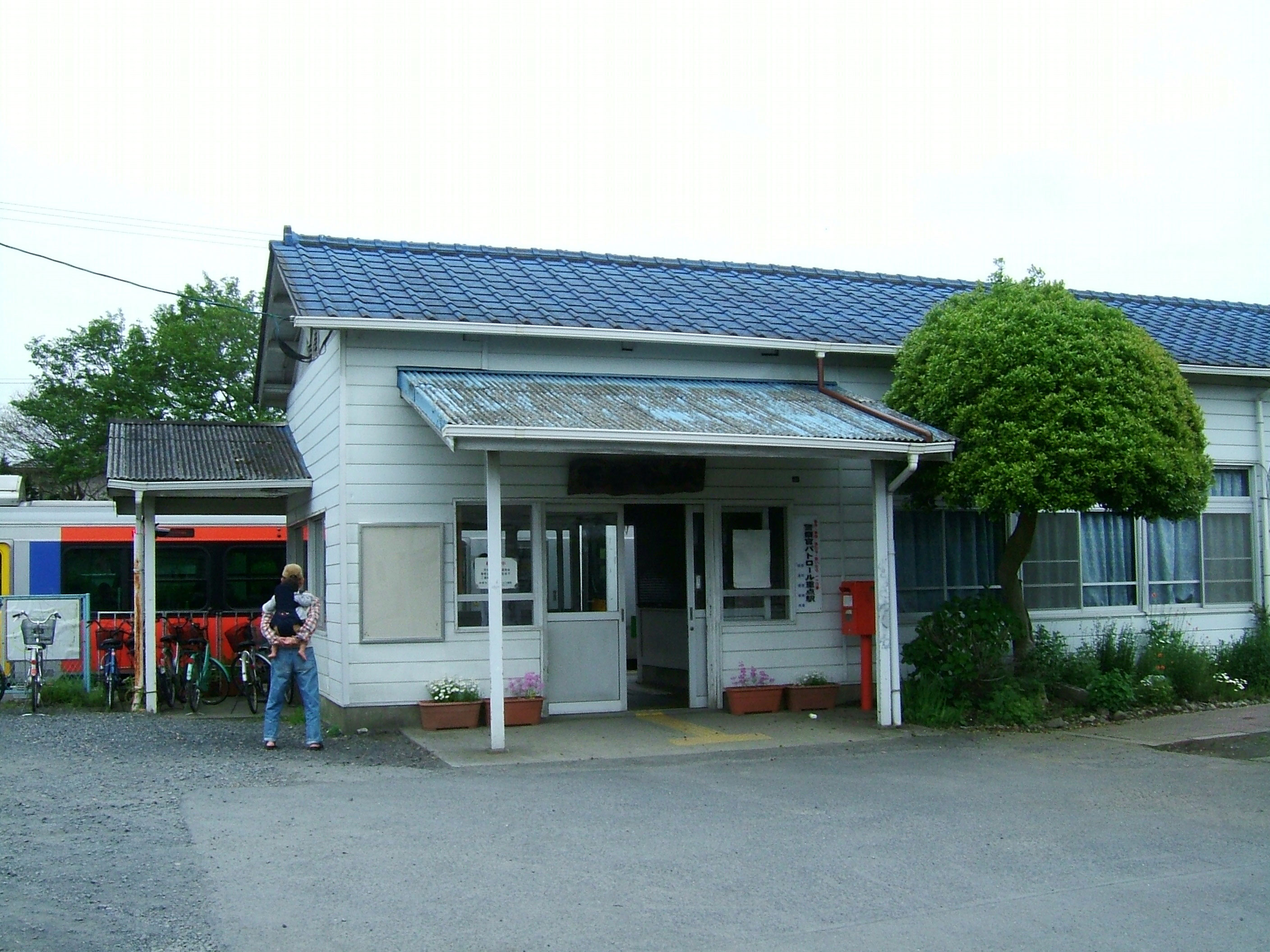
車站大樓（2008年5月5日）
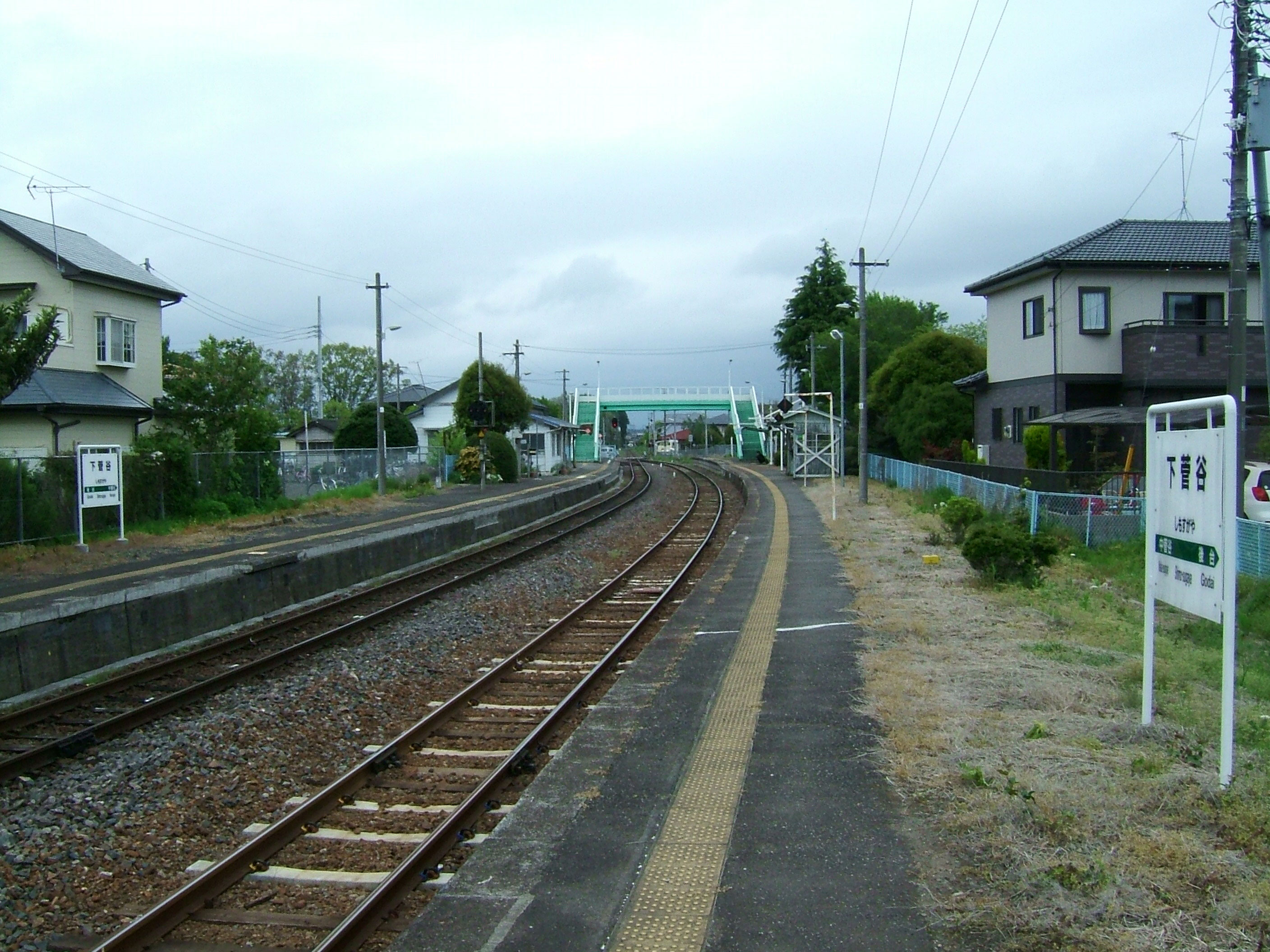
上行月台（2008年5月5日）
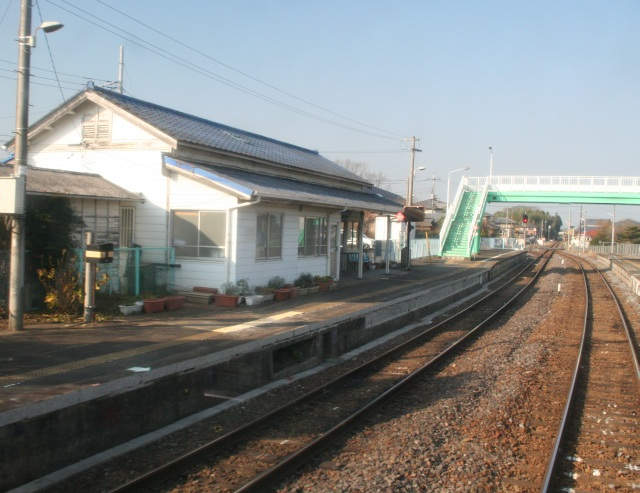
在車內望見月台（2006年12月22日）
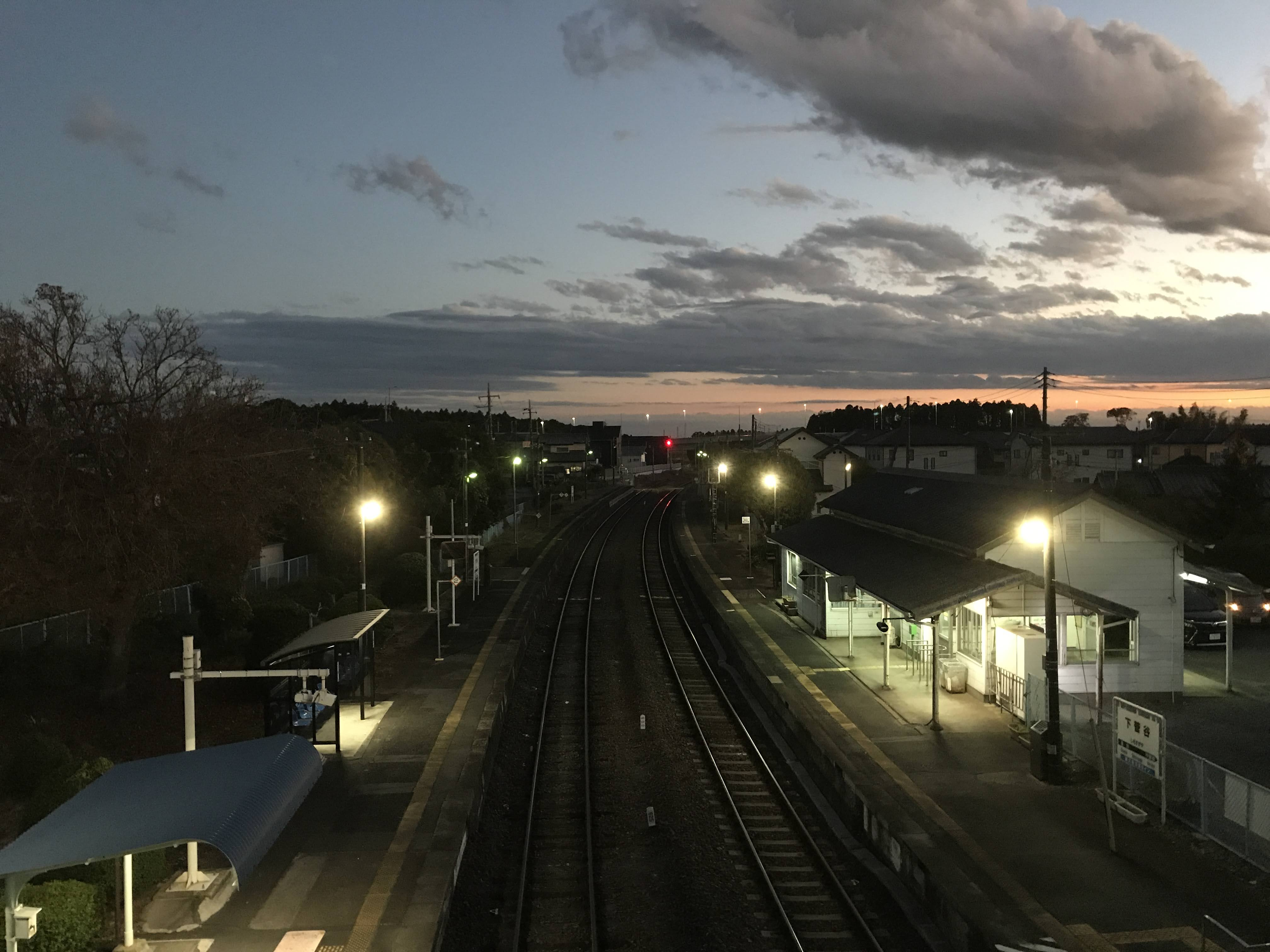
黃昏的下菅谷站（2020年11月9日）
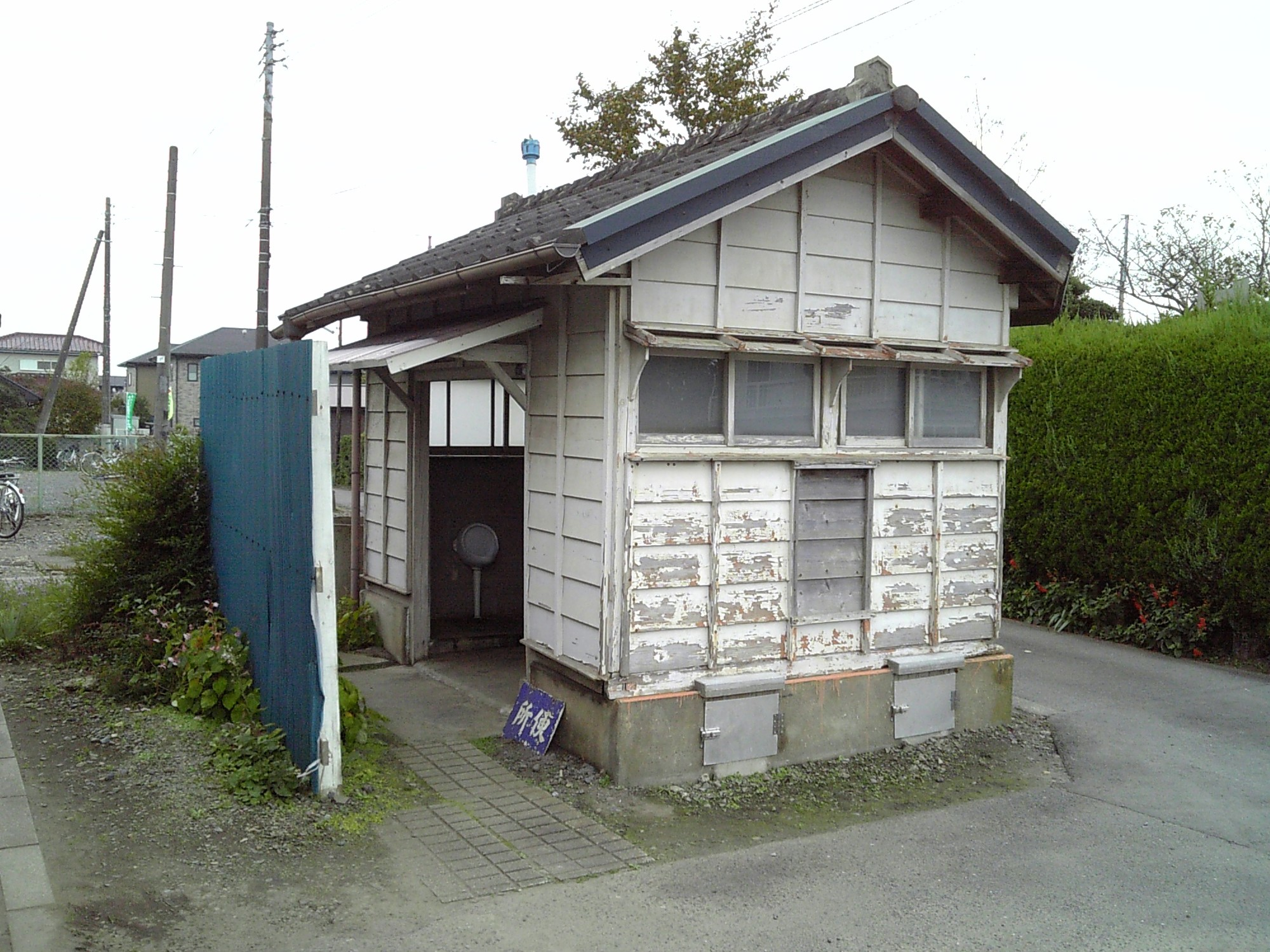
車站廁所（2008年10月19日）
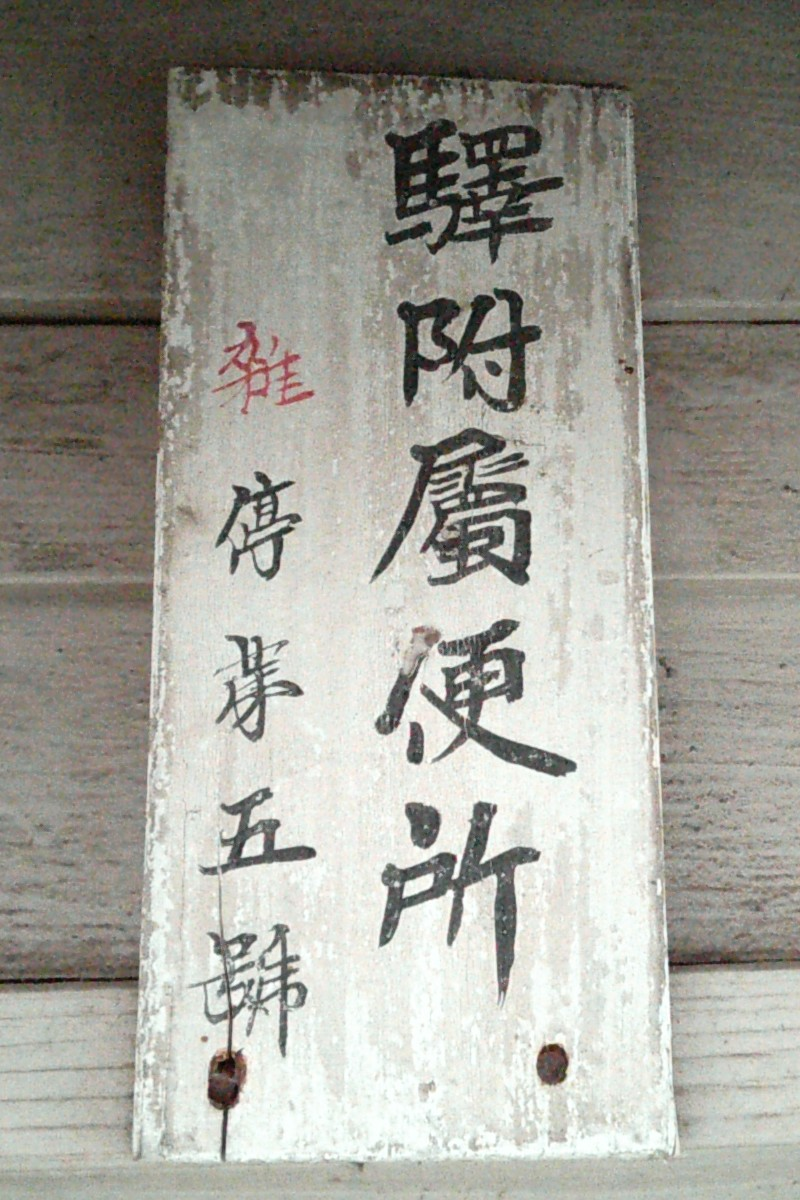
廁所牌。「站附屬廁所」標記。（2008年10月19日）

## 相鄰車站
東日本旅客鐵道（JR東日本）
■水郡線
後台－下菅谷－中菅谷

## 注腳

### 使用狀況
1. ↑  . 東日本旅客鐵道.   [2019-02-28]. （原始内容存档于2019-04-02） （日语）.
2. ↑  . 東日本旅客鐵道.   [2019-02-28]. （原始内容存档于2019-04-02） （日语）.
3. ↑  . 東日本旅客鐵道.   [2019-02-28]. （原始内容存档于2019-04-02） （日语）.
4. ↑  . 東日本旅客鐵道.   [2019-02-28]. （原始内容存档于2019-04-02） （日语）.
5. ↑  . 東日本旅客鐵道.   [2019-02-28]. （原始内容存档于2017-08-08） （日语）.
6. ↑  . 東日本旅客鐵道.   [2019-02-28]. （原始内容存档于2019-03-27） （日语）.
7. ↑  . 東日本旅客鐵道.   [2019-02-28]. （原始内容存档于2017-08-08） （日语）.
8. ↑  . 東日本旅客鐵道.   [2019-02-28]. （原始内容存档于2019-04-02） （日语）.

## 外部連結
- 車站資訊（下菅谷）：東日本旅客鐵道（日語）